# Bert-Jan Houtzagers
G.J.H. (Bert-Jan) Houtzagers (5 september 1958) is een Nederlandse jurist en advocaat. Hij was van 1 april 1999 tot 1 september 2018 landsadvocaat. Per 1 januari 2019 is hij lid van de Afdeling advisering van de Raad van State.

## Biografie
Houtzagers studeerde rechten aan de Universiteit van Amsterdam. Hij studeerde af in 1984 en werd in 1985 beëdigd als advocaat. Vanaf 1985 was Houtzagers werkzaam bij het advocaten- en notarissenkantoor Pels Rijcken & Droogleever Fortuijn, waar hij in 1993 partner werd. Houtzagers heeft praktijkervaring opgedaan variërend van ondernemingsrecht, cassatie en civiel(proces)recht en is zich vanaf het midden van de jaren negentig gaan specialiseren op het overheidsprivaatrecht. Hij voerde vele procedures voor de Staat  waarin de onrechtmatige overheidsdaad centraal stond, en trad ook op voor andere cliënten maar nooit tegen de Staat. Op 1 april 1999 werd hij benoemd tot landsadvocaat, als opvolger van Joan de Wijkerslooth. Houtzagers werd per 1 september 2018 als landsadvocaat opgevolgd door Reimer Veldhuis.

### Raad van State
Op 31 augustus 2018 werd hij door het kabinet voorgedragen om per 1 januari 2019 de functie van staatsraad te gaan vervullen bij de Raad van State.

### In opspraak
De rol van Houtzagers als landsadvocaat kwam in juni 2009 in opspraak door zijn rol in de affaire van de Catshuisbrand. Houtzagers zou een bepalende rol hebben gespeeld in het creëren van een doofpot om belastende stukken buiten het zicht van de rechter te houden. De Raad van Toezicht van de Haagse Orde van Advocaten onderzocht sinds augustus 2009 het handelen van de landsadvocaat, het kantoor Pels Rijcken & Droogleever Fortuijn. Het onderzoek spitste zich toe op de vraag of de raadslieden, onder wie landsadvocaat Houtzagers, zich 'mogelijk niet hebben gedragen als een goed advocaat betaamt en daarmee het aanzien van de advocatuur hebben geschaad'. Een andere vraag die de Raad stelde was of de landsadvocaat zich ‘in het spanningsveld tussen het belang van de cliënt en de waarheidsvinding’ laakbaar heeft gedragen. In dat geval kon de Raad sancties opleggen. De Raad besloot zelf tot het onderzoek, onder meer naar aanleiding van de grote publieke belangstelling voor de zaak. De Raad concludeerde echter op 29 oktober 2009 dat de landsadvocaat geen gedragsregels of verordeningen heeft overtreden met zijn advies om een gevoelig TNO-rapport over de fatale brand in het Catshuis achter te houden. Hij heeft zich daarmee evenmin schuldig gemaakt aan gedrag dat een goede advocaat niet betaamt.

## Publicaties
- ‘Niet naar behoren samengesteld’, in: S.C.J.J. Kortmann (red.), Financiering en aansprakelijkheid (Zwolle 1994) p. 13-21 (ISBN 9027140146)
- ‘Toetsing van verdragen’, in: De Landsadvocaat, voor deze: opstellen voor J.L. de Wijkerslooth (bundel; Den Haag 1999) p. 91-99 (ISBN 9054541172)
- ‘Vranken als inspiratiebron’, NJB 2005, nr. 36, p. 1885-1887
- 'Op zoek naar de beer', in: Steef Bartman e.a., De reizende jurist. Reisverhalen en reistips van bekende juristen (2008) (ISBN 9789013048575)
- Marc van den Eerenbeemt, 'Aimabel, maar steil', De Volkskrant (8-3-2003, bijgewerkt 20-1-2009)

Leden:
Koning der Nederlanden · 
Th.C. de Graaf (vice-president) · 
R. Uylenburg (voorzitter ABRvS) · 
J.E.M. Polak · 
H.G. Sevenster ·  
L.F.M. Verhey ·  
B.P. Vermeulen 

Staatsraden: 
C.H.M. van Altena ·
T. Avedissian* ·
H.J.M. Baldinger · 
A.W.M. Bijloos · 
J.C. Boeree* ·
C.J. Borman ·
J.H. van Breda ·
B.J. Bruins ·
K.M. Buitenweg ·
W.D. Bult-Spiering ·  
E.J. Daalder ·
J.Th. Drop · 
V.V. Essenburg · 
B.J. van Ettekoven · 
M.W.C. Feteris* ·
J.J.W.P. van Gastel · 
F.H.G. de Grave · 
J.W. van de Gronden* ·
G. de Groot* ·
J.F. de Groot · 
J. Gundelach ·
G.J.J. Heerma van Voss ·
S.J.C. Hemels · 
M. den Heijer · 
J. Hoekstra · 
G.J.H. Houtzagers · 
G.T.J.M. Jurgens ·
M.M. Kaajan · 
P.H.A Knol · 
R.W.L. Koopmans* · 
A. Kuijer · 
C.C.W. Lange ·
B. Meijer ·
E.A. Minderhoud ·
A.J.C. de Moor-van Vugt ·
J.M.L. Niederer ·
A.G.A. Nijmeijer* ·
W. den Ouden · 
J.C.A. de Poorter · 
B.P.M. van Ravels · 
J. Schipper-Spanninga ·  
J.A.W. Scholten-Hinloopen ·
C.H. Sieburgh* ·
N.J. Schrijver ·
Th.G.M. Simons* · 
G. Snijders* ·
M. Soffers · 
G. Snijders* · 
E. Steendijk ·
A.L.J. van Strien* · 
R.J.M. van den Tweel ·
A. ten Veen · 
G.O. van Veldhuizen ·
H.C.P. Venema ·
D.A. Verburg ·
N. Verheij · 
M.B. Vos ·
P.J. Wattel* ·
R.J.G.M. Widdershoven* ·
J.M. Willems · 
C.M. Wissels · 
S.F.M. Wortmann · 
R. van Zwol 
(*staatsraad in buitengewone dienst)

Staatsraad van het Koninkrijk:
M.G.M. Schwengle (Aruba) · P.R.J. Comenencia (Curaçao) · M.C. van der Sluijs-Plantz (Sint Maarten)